# لسان شوكاني
اللُسّان الشوكاني (باللاتينية: Carduus acanthoides) نوع نباتي يتبع جنس اللُسّان من الفصيلة النجمية.

## الموئل والانتشار
موطنه الأصلي مصر ومعظم مناطق أوروبا، ولكنه انتشر أيضًا في مناطق أخرى كثيرة.